# Frew McMillan
Frew Donald McMillan (* 20. Mai 1942 in Springs, Gauteng) ist ein ehemaliger südafrikanischer Tennisspieler.

## Karriere
Frew McMillan gewann in seiner aktiven Karriere, gemeinsam mit dem gebürtigen Australier und späteren Landsmann Bob Hewitt, fünf Titel im Herrendoppel bei Grand-Slam-Turnieren (1972 die French Open; 1967, 1972 und 1978 in Wimbledon und 1977 die US Open). Dazu kommen noch weitere fünf Titel im Mixed-Doppel (1966 die French Open; 1978 und 1981 in Wimbledon sowie 1977 und 1978 die US Open). Auf der ATP-Tour gelangen dem Südafrikaner insgesamt 63 Turniersiege im Tennisdoppel und zwei Einzeltitel.
McMillan spielte von 1965 bis 1969 und von 1973 bis 1978 für die südafrikanische Davis-Cup-Mannschaft und gewann 1974 das Mannschaftsturnier. Der Finalgegner Indien boykottierte jedoch das Finale aufgrund der Apartheidspolitik Südafrikas. 1992 erfolgte seine Aufnahme in die International Tennis Hall of Fame.

## Erfolge
| \| Legende \| \| Grand Slam (10) \| \| Saisonendveranstaltung (2) \| \| ATP Masters Series \| \| Grand Prix (60) \| |
| Legende |
| Grand Slam (10) |
| Saisonendveranstaltung (2)                                                                                          |
| ATP Masters Series                                                                                                  |
| Grand Prix (60) |

### Einzel

#### Turniersiege
| Nr. | Datum         | Turnier  | Belag       | Finalgegner  | Ergebnis        |
| --- | ------------- | -------- | ----------- | ------------ | --------------- |
| 1.  | 7. April 1974 | München  | Teppich (i) | Nikola Pilić | 5:7, 7:64, 7:64 |
| 2.  | 14. März 1976 | Nürnberg | Teppich (i) | Thomaz Koch  | 2:6, 6:3, 6:4   |

#### Finalteilnahmen
| Nr. | Datum            | Turnier      | Belag         | Finalgegner     | Ergebnis           |
| --- | ---------------- | ------------ | ------------- | --------------- | ------------------ |
| 1.  | 4. April 1970    | Johannesburg | Teppich (i)   | Rod Laver       | 6:4, 2:6, 1:6, 2:6 |
| 2.  | 15. Juli 1972    | Dublin       | Rasen         | Bob Hewitt      | 1:6, 2:6           |
| 3.  | 25. März 1973    | Jackson      | Teppich (i)   | Eddie Dibbs     | 7:5, 1:6, 5:7      |
| 4.  | 16. Juni 1973    | Nottingham   | Rasen         | Erik van Dillen | 6:3, 1:6, 1:6      |
| 5.  | 24. Februar 1974 | Salisbury    | Teppich (i)   | Jimmy Connors   | 4:6, 5:7, 3:6      |
| 6.  | 6. November 1976 | Köln         | Hartplatz (i) | Jimmy Connors   | 2:6, 3:6           |

### Doppel

#### Turniersiege
| Nr. | Datum              | Turnier                     | Belag         | Doppelpartner    | Finalgegner                                     | Ergebnis            |
| --- | ------------------ | --------------------------- | ------------- | ---------------- | ----------------------------------------------- | ------------------- |
| 1.  | 8. Juli 1967       | Wimbledon Championships (1) | Rasen         | Bob Hewitt       | Roy Emerson Ken Fletcher                        | 6:2, 6:3, 6:4       |
| 2.  | 19. Juli 1970      | Washington (1)              | Sand          | Bob Hewitt       | Ilie Năstase Ion Țiriac                         | 7:5, 6:0            |
| 3.  | 17. August 1970    | Hamburg                     | Sand          | Bob Hewitt       | Tom Okker Nikola Pilić                          | 6:3, 7:5, 6:2       |
| 4.  | 13. Mai 1972       | Bournemouth                 | Sand          | Bob Hewitt       | Ilie Năstase Ion Țiriac                         | 7:5, 6:2            |
| 5.  | 4. Juni 1972       | French Open                 | Sand          | Bob Hewitt       | Patricio Cornejo Jaime Fillol                   | 6:3, 8:6, 3:6, 6:1  |
| 6.  | 17. Juni 1972      | Bristol                     | Sand          | Bob Hewitt       | Clark Graebner Lew Hoad                         | 6:3, 6:2            |
| 7.  | 8. Juli 1972       | Wimbledon Championships (2) | Rasen         | Bob Hewitt       | Stan Smith Erik van Dillen                      | 6:2, 6:2, 9:7       |
| 8.  | 6. August 1972     | Cincinnati                  | Sand          | Bob Hewitt       | Paul Gerken Humphrey Hose                       | 7:6, 6:4            |
| 9.  | 13. August 1972    | Indianapolis                | Sand          | Bob Hewitt       | Patricio Cornejo Jaime Fillol                   | 6:2, 6:3            |
| 10. | 1. Oktober 1972    | Albany                      | Teppich       | Bob Hewitt       | Ove Bengtson Björn Borg                         | 6:2, 2:6, 6:2       |
| 11. | 25. März 1973      | Jackson                     | Teppich (i)   | Zan Guerry       | Jaime Pinto-Bravo Tito Vázquez                  | 6:2, 6:4            |
| 12. | 12. August 1973    | Clemmons                    | Sand          | Bob Carmichael   | Ismail El Shafei Brian Fairlie                  | 6:3, 6:4            |
| 13. | 19. August 1973    | Indianapolis                | Sand          | Bob Carmichael   | Manuel Orantes Ion Țiriac                       | 6:3, 6:4            |
| 14. | 7. Oktober 1973    | Quebec                      | Teppich (i)   | Bob Carmichael   | Jimmy Connors Marty Riessen                     | 6:2, 7:6            |
| 15. | 24. Februar 1974   | Salisbury                   | Teppich (i)   | Jimmy Connors    | Byron Bertram Andrew Pattison                   | 3:6, 6:2, 6:1       |
| 16. | 17. März 1974      | Washington                  | Teppich (i)   | Bob Hewitt       | Tom Okker Marty Riessen                         | 7:6, 6:3            |
| 17. | 31. März 1974      | Rotterdam (1)               | Teppich (i)   | Bob Hewitt       | Pierre Barthes Ilie Năstase                     | 3:6, 6:4, 6:3       |
| 18. | 7. April 1974      | München (1)                 | Teppich (i)   | Bob Hewitt       | Pierre Barthes Ilie Năstase                     | 6:2, 7:6            |
| 19. | 7. April 1974      | Johannesburg                | Teppich (i)   | Bob Hewitt       | Jim McManus Andrew Pattison                     | 6:2, 6:4, 7:6       |
| 20. | 5. Mai 1974        | WCT Doubles Finals          | Teppich (i)   | Bob Hewitt       | Owen Davidson John Newcombe                     | 6:2, 6:76, 6:1, 6:2 |
| 21. | 26. November 1974  | Johannesburg                | Hartplatz     | Bob Hewitt       | Tom Okker Marty Riessen                         | 7:6, 6:4, 6:3       |
| 22. | 2. März 1975       | Rotterdam (2)               | Teppich (i)   | Bob Hewitt       | Jose Higueras Balázs Taróczy                    | 6:2, 6:2            |
| 23. | 16. März 1975      | München (2)                 | Teppich (i)   | Bob Hewitt       | Corrado Barazzutti Antonio Zugarelli            | 6:3, 6:4            |
| 24. | 30. März 1975      | Monte Carlo                 | Sand          | Bob Hewitt       | Arthur Ashe Tom Okker                           | 6:3, 6:2            |
| 25. | 9. November 1975   | Stockholm (1)               | Hartplatz (i) | Bob Hewitt       | Charlie Pasarell Roscoe Tanner                  | 3:6, 6:3, 6:4       |
| 26. | 11. Januar 1976    | Columbus                    | Teppich (i)   | Bob Hewitt       | Arthur Ashe Tom Okker                           | 7:64, 6:4           |
| 27. | 25. Januar 1976    | Baltimore                   | Teppich (i)   | Bob Hewitt       | Ilie Năstase Cliff Richey                       | 3:6, 7:6, 6:4       |
| 28. | 15. Februar 1976   | Toronto                     | Teppich (i)   | Jaime Fillol     | Alexander Iraklijewitsch Metreweli Ilie Năstase | 6:73, 6:2, 6:3      |
| 29. | 29. Februar 1976   | Rotterdam                   | Teppich (i)   | Rod Laver        | Arthur Ashe Tom Okker                           | 6:1, 6:74, 7:65     |
| 30. | 29. Februar 1976   | Basel                       | Hartplatz (i) | Tom Okker        | Jan Kodeš Jiří Hřebec                           | 6:4, 7:6, 6:4       |
| 31. | 14. März 1976      | Nürnberg                    | Teppich (i)   | Karl Meiler      | Colin Dowdeswell Peter Kronk                    | 7:6, 6:4            |
| 32. | 31. Oktober 1976   | Wien (1)                    | Hartplatz (i) | Bob Hewitt       | Brian Gottfried Raúl Ramírez                    | 6:4, 4:0 Aufgabe    |
| 33. | 6. November 1976   | Köln (1)                    | Hartplatz (i) | Bob Hewitt       | Colin Dowdeswell Mike Estep                     | 6:1, 3:6, 7:6       |
| 34. | 14. November 1976  | Stockholm (2)               | Hartplatz (i) | Bob Hewitt       | Tom Okker Marty Riessen                         | 6:4, 4:6, 6:4       |
| 35. | 30. Januar 1977    | Philadelphia (1)            | Teppich (i)   | Bob Hewitt       | Wojciech Fibak Tom Okker                        | 6:1, 1:6, 6:3       |
| 36. | 13. Februar 1977   | Springfield                 | Teppich (i)   | Bob Hewitt       | Ion Țiriac Guillermo Vilas                      | 7:6, 6:2            |
| 37. | 20. Februar 1977   | San José                    | Teppich (i)   | Bob Hewitt       | Tom Gorman Geoff Masters                        | 6:2, 6:3            |
| 38. | 27. Februar 1977   | Palm Springs                | Hartplatz     | Bob Hewitt       | Marty Riessen Roscoe Tanner                     | 7:6, 7:6            |
| 39. | 13. März 1977      | Johannesburg (2)            | Hartplatz     | Bob Hewitt       | Charlie Pasarell Erik van Dillen                | 6:2, 6:0            |
| 40. | 27. März 1977      | Carlsbad                    | Hartplatz     | Bob Hewitt       | Ray Ruffels Allan Stone                         | 6:4, 6:2            |
| 41. | 3. April 1977      | Los Angeles                 | Teppich (i)   | Bob Hewitt       | Bob Lutz Stan Smith                             | 6:3, 6:4            |
| 42. | 9. April 1977      | Jackson                     | Teppich (i)   | Bob Hewitt       | Phil Dent Ken Rosewall                          | 6:2, 7:6            |
| 43. | 13. September 1977 | US Open                     | Sand          | Bob Hewitt       | Raúl Ramírez Brian Gottfried                    | 6:4, 6:0            |
| 44. | 25. September 1977 | Los Angeles                 | Hartplatz     | Sandy Mayer      | Tom Leonard Mike Machette                       | 6:2, 6:3            |
| 45. | 16. Oktober 1977   | Madrid                      | Sand          | Bob Hewitt       | Antonio Muñoz Manuel Orantes                    | 6:7, 7:6, 6:3, 6:1  |
| 46. | 30. Oktober 1977   | Wien (2)                    | Hartplatz (i) | Bob Hewitt       | Wojciech Fibak Jan Kodeš                        | 6:4, 6:3            |
| 47. | 6. November 1977   | Köln (2)                    | Hartplatz (i) | Bob Hewitt       | Fred McNair Sherwood Stewart                    | 6:3, 7:5            |
| 48. | 20. November 1977  | Wembley                     | Teppich (i)   | Sandy Mayer      | Brian Gottfried Raúl Ramírez                    | 6:3, 7:6            |
| 49. | 8. Januar 1978     | Masters                     | Teppich (i)   | Bob Hewitt       | Bob Lutz Stan Smith                             | 7:5, 7:6, 6:3       |
| 50. | 22. Januar 1978    | Baltimore                   | Teppich (i)   | Fred McNair      | Roger Taylor Antonio Zugarelli                  | 6:3, 7:5            |
| 51. | 29. Januar 1978    | Philadelphia (2)            | Teppich (i)   | Bob Hewitt       | Vitas Gerulaitis Sandy Mayer                    | 6:4, 6:4            |
| 52. | 5. Februar 1978    | Richmond                    | Teppich (i)   | Bob Hewitt       | Vitas Gerulaitis Sandy Mayer                    | 6:3, 7:5            |
| 53. | 12. Februar 1978   | St. Louis                   | Teppich (i)   | Bob Hewitt       | Wojciech Fibak Tom Okker                        | 6:3, 6:2            |
| 54. | 26. Februar 1978   | Denver                      | Teppich (i)   | Bob Hewitt       | Fred McNair Sherwood Stewart                    | 6:4, 7:6            |
| 55. | 10. April 1978     | Johannesburg (3)            | Hartplatz     | Bob Hewitt       | Colin Dibley Geoff Masters                      | 7:5, 7:6            |
| 56. | 25. Juni 1978      | Queen’s Club                | Rasen         | Bob Hewitt       | Fred McNair Raúl Ramírez                        | 6:2, 7:5            |
| 57. | 8. Juli 1978       | Wimbledon Championships (3) | Rasen         | Bob Hewitt       | Peter Fleming John McEnroe                      | 6:1, 6:4, 6:2       |
| 58. | 22. Juli 1979      | Stuttgart (1)               | Sand          | Colin Dowdeswell | Wojciech Fibak Pavel Složil                     | 6:4, 6:2, 2:6, 6:4  |
| 59. | 21. Oktober 1979   | Basel                       | Hartplatz (i) | Bob Hewitt       | Brian Gottfried Raúl Ramírez                    | 6:3, 6:4            |
| 60. | 28. Oktober 1979   | Wien (3)                    | Hartplatz (i) | Bob Hewitt       | Brian Gottfried Raúl Ramírez                    | 6:4, 3:6, 6:1       |
| 61. | 3. Dezember 1979   | Johannesburg (4)            | Hartplatz     | Bob Hewitt       | Mike Cahill Buster Mottram                      | 1:6, 6:1, 6:4       |
| 62. | 13. April 1980     | Johannesburg (5)            | Hartplatz     | Bob Hewitt       | Colin Dowdeswell Heinz Günthardt                | 6:4, 6:3            |
| 63. | 20. Juli 1980      | Stuttgart (2)               | Sand          | Colin Dowdeswell | Chris Lewis John Yuill                          | 6:3, 6:4            |
| 64. | 15. März 1981      | Brüssel                     | Teppich (i)   | Sandy Mayer      | Kevin Curren Steve Denton                       | 4:6, 6:3, 6:3       |
| 65. | 28. November 1982  | Johannesburg (6)            | Hartplatz     | Brian Gottfried  | Shlomo Glickstein Andrew Pattison               | 6:2, 6:2            |

#### Finalteilnahmen
| Nr. | Datum              | Turnier          | Belag         | Doppelpartner    | Finalgegner                    | Ergebnis                         |
| --- | ------------------ | ---------------- | ------------- | ---------------- | ------------------------------ | -------------------------------- |
| 1.  | 16. November 1969  | Buenos Aires     | Sand          | Roy Emerson      | Patricio Cornejo Jaime Fillol  | kampflos                         |
| 2.  | 26. Juli 1970      | Cincinnati       | Sand          | Bob Hewitt       | Ilie Năstase Ion Țiriac        | 3:6, 4:6                         |
| 3.  | 20. September 1971 | Sacramento       | Hartplatz     | Bob Maud         | Jim McManus Jim Osborne        | 6:7, 3:6                         |
| 4.  | 14. November 1971  | Bologna          | Teppich (i)   | Bob Maud         | Ken Rosewall Fred Stolle       | 7:6, 2:6, 3:6, 3:6               |
| 5.  | 23. April 1972     | Nizza            | Sand          | Ilie Năstase     | Jan Kodeš Stan Smith           | 3:6, 6:3, 5:7                    |
| 6.  | 2. Mai 1972        | Rom              | Sand          | Lew Hoad         | Ilie Năstase Ion Țiriac        | 6:3, 6:3, 4:6, 3:6, 3:5, Aufgabe |
| 7.  | 22. Oktober 1972   | Barcelona        | Sand          | Ilie Năstase     | Juan Gisbert Manuel Orantes    | 3:6, 6:3, 4:6                    |
| 8.  | 23. April 1973     | Johannesburg     | Hartplatz     | Allan Stone      | Bob Lutz Stan Smith            | 1:6, 4:6, 4:6                    |
| 9.  | 16. Juni 1973      | Nottingham       | Rasen         | Bob Carmichael   | Tim Gorman Erik van Dillen     | 4:6, 1:6                         |
| 10. | 15. Juli 1973      | Båstad           | Sand          | Bob Carmichael   | Nikola Pilić Stan Smith        | 6:2, 4:6, 4:6                    |
| 11. | 15. Juli 1973      | Bretton Woods    | Sand          | Bob Carmichael   | Rod Laver Fred Stolle          | 6:7, 6:4, 5:7                    |
| 12. | 16. September 1973 | Seattle          | Teppich (i)   | Bob Carmichael   | Tom Gorman Tom Okker           | 6:2, 4:6, 6:7                    |
| 13. | 21. Oktober 1973   | Madrid           | Sand          | Bob Carmichael   | Ilie Năstase Tom Okker         | 3:6, 0:6                         |
| 14. | 11. November 1973  | Stockholm (1)    | Hartplatz (i) | Bob Carmichael   | Jimmy Connors Ilie Năstase     | 3:6, 7:6, 2:6                    |
| 15. | 19. Mai 1974       | Las Vegas        | Hartplatz     | John Newcombe    | Roy Emerson Rod Laver          | 7:6, 4:6, 4:6                    |
| 16. | 3. November 1974   | Wien (1)         | Hartplatz (i) | Bob Hewitt       | Andrew Pattison Raymond Moore  | 4:6, 4:6                         |
| 17. | 10. November 1974  | Stockholm (2)    | Hartplatz (i) | Bob Hewitt       | Tom Okker Marty Riessen        | 6:2, 3:6, 4:6                    |
| 18. | 19. Januar 1975    | Baltimore (1)    | Teppich (i)   | Ismail El Shafei | Dick Crealy Ray Ruffels        | 4:6, 3:6                         |
| 19. | 19. April 1975     | Johannesburg (1) | Hartplatz     | Bob Hewitt       | Arthur Ashe Tom Okker          | 3:6, 2:6                         |
| 20. | 26. Oktober 1975   | Teheran (1)      | Sand          | Bob Hewitt       | Juan Gisbert Manuel Orantes    | 5:7, 7:6, 1:6, 4:6               |
| 21. | 1. Februar 1976    | Philadelphia     | Teppich (i)   | Bob Hewitt       | Rod Laver Dennis Ralston       | 6:76, 6:73                       |
| 22. | 22. Februar 1976   | Rom              | Teppich (i)   | Dick Crealy      | Bob Lutz Stan Smith            | 7:65, 3:6, 4:6                   |
| 23. | 10. April 1976     | Johannesburg (2) | Hartplatz     | Tom Okker        | Marty Riessen Roscoe Tanner    | 2:6, 5:7                         |
| 24. | 17. Oktober 1976   | Madrid           | Sand          | Bob Hewitt       | Wojciech Fibak Raúl Ramírez    | 6:4, 5:7, 3:6                    |
| 25. | 24. Oktober 1976   | Barcelona (1)    | Sand          | Bob Hewitt       | Brian Gottfried Raúl Ramírez   | 6:7, 4:6                         |
| 26. | 6. Februar 1977    | Little Rock      | Hartplatz (i) | Bob Hewitt       | Colin Dibley Haroon Rahim      | 7:6, 3:6, 3:6                    |
| 27. | 9. Oktober 1977    | Teheran (2)      | Sand          | Bob Hewitt       | Ion Țiriac Guillermo Vilas     | 6:1, 1:6, 4:6                    |
| 28. | 23. Oktober 1977   | Barcelona (2)    | Sand          | Bob Hewitt       | Wojciech Fibak Jan Kodeš       | 0:6, 4:6                         |
| 29. | 15. Januar 1978    | Birmingham       | Sand          | Dick Stockton    | Vitas Gerulaitis Sandy Mayer   | 6:3, 1:6, 6:7                    |
| 30. | 19. Februar 1978   | Palm Springs     | Hartplatz     | Bob Hewitt       | Raymond Moore Roscoe Tanner    | 4:6, 4:6                         |
| 31. | 29. Oktober 1978   | Wien (2)         | Hartplatz (i) | Bob Hewitt       | Víctor Pecci Balázs Taróczy    | 3:6, 7:6, 4:6                    |
| 32. | 5. November 1978   | Köln             | Hartplatz (i) | Bob Hewitt       | Peter Fleming John McEnroe     | 3:6, 2:6                         |
| 33. | 3. Dezember 1978   | Johannesburg     | Hartplatz     | Bob Hewitt       | Peter Fleming Raymond Moore    | 3:6, 6:7                         |
| 34. | 4. März 1979       | Memphis          | Hartplatz     | Dick Stockton    | Wojciech Fibak Tom Okker       | 4:6, 4:6                         |
| 35. | 23. September 1979 | Los Angeles      | Teppich (i)   | Wojciech Fibak   | Marty Riessen Sherwood Stewart | 4:6, 4:6                         |
| 36. | 30. September 1979 | San Francisco    | Teppich (i)   | Wojciech Fibak   | Peter Fleming John McEnroe     | 1:6, 4:6                         |
| 37. | 20. Januar 1980    | Baltimore (2)    | Teppich (i)   | Brian Gottfried  | Tim Gullikson Marty Riessen    | 6:2, 3:6, 4:6                    |
| 38. | 3. Februar 1980    | Richmond         | Teppich (i)   | Brian Gottfried  | Fritz Buehning Johan Kriek     | 6:3, 3:6, 6:7                    |
| 39. | 19. Oktober 1980   | Basel            | Hartplatz (i) | Bob Hewitt       | Kevin Curren Steve Denton      | 7:6, 4:6, 4:6                    |
| 40. | 21. März 1982      | Straßburg        | Teppich (i)   | Sandy Mayer      | Wojciech Fibak John Fitzgerald | 4:6, 3:6                         |

### Mixed

#### Turniersiege
| Nr. | Datum           | Turnier                     | Belag | Doppelpartnerin | Finalgegner                       | Ergebnis      |
| --- | --------------- | --------------------------- | ----- | --------------- | --------------------------------- | ------------- |
| 1.  | 23. Mai 1966    | French Open                 | Sand  | Annette Van Zyl | Ann Haydon-Jones Clark Graebner   | 1:6, 6:3, 6:2 |
| 2.  | 29. August 1977 | US Open (1)                 | Sand  | Betty Stöve     | Billie Jean King Vitas Gerulaitis | 6:2, 3:6, 6:3 |
| 3.  | 26. Juni 1978   | Wimbledon Championships (1) | Rasen | Betty Stöve     | Billie Jean King Ray Ruffels      | 6:2, 6:2      |
| 4.  | 28. August 1978 | US Open(2)                  | Sand  | Betty Stöve     | Billie Jean King Ray Ruffels      | 6:3, 7:6      |
| 5.  | 22. Juni 1981   | Wimbledon Championships (2) | Rasen | Betty Stöve     | Tracy Austin John Austin          | 4:6, 7:6, 6:3 |

#### Finalteilnahmen
| Nr. | Datum             | Turnier                     | Belag     | Doppelpartnerin | Finalgegner                  | Ergebnis      |
| --- | ----------------- | --------------------------- | --------- | --------------- | ---------------------------- | ------------- |
| 1.  | 2. September 1970 | US Open (1)                 | Rasen     | Judy Tegart     | Margaret Court Marty Riessen | 4:6, 4:6      |
| 2.  | 30. August 1976   | US Open (2)                 | Rasen     | Betty Stöve     | Billie Jean King Phil Dent   | 6:3, 2:6, 5:7 |
| 3.  | 20. Juni 1977     | Wimbledon Championships (1) | Rasen     | Betty Stöve     | Greer Stevens Bob Hewitt     | 6:3, 5:7, 4:6 |
| 4.  | 25. Juni 1979     | Wimbledon Championships (2) | Rasen     | Betty Stöve     | Greer Stevens Bob Hewitt     | 5:7, 6:7      |
| 5.  | 27. August 1979   | US Open (3)                 | Hartplatz | Betty Stöve     | Greer Stevens Bob Hewitt     | 3:6, 5:7      |
| 6.  | 25. August 1980   | US Open (4)                 | Hartplatz | Betty Stöve     | Wendy Turnbull Marty Riessen | 6:7, 2:6      |